# Laticauda frontalis
Laticauda frontalis là một loài rắn trong họ Rắn hổ. Loài này được De Vis mô tả khoa học đầu tiên năm 1905.

## Hình ảnh

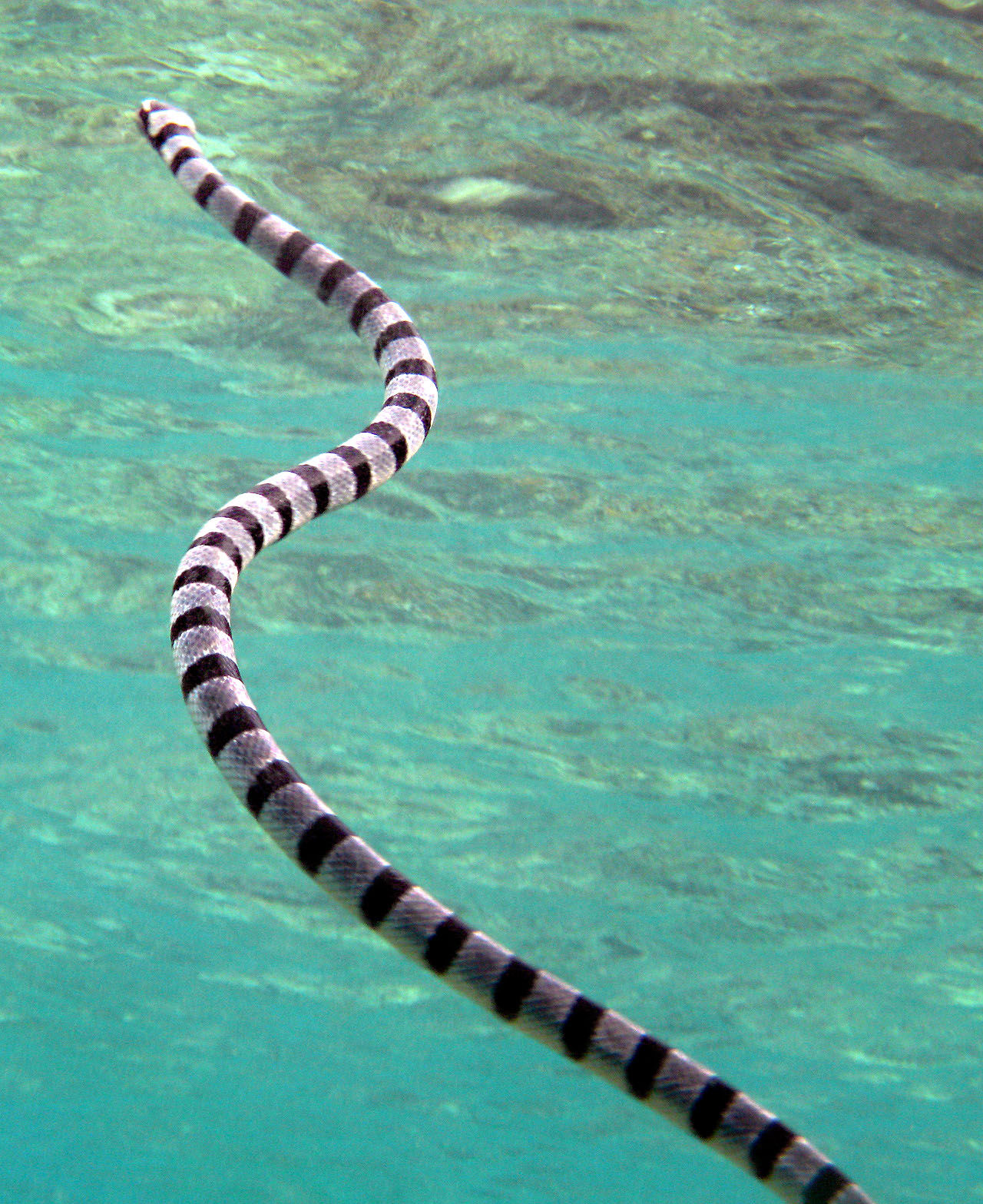
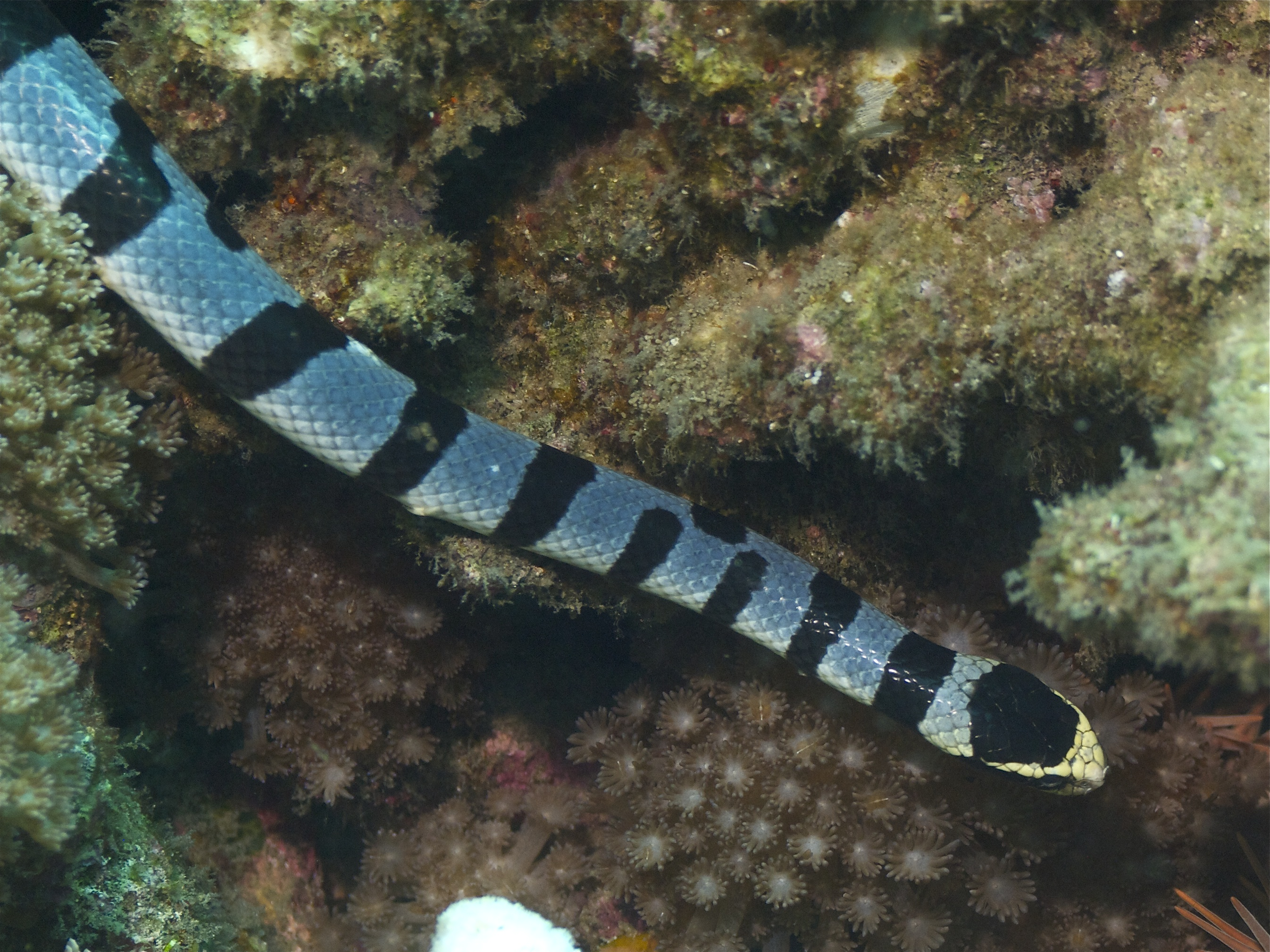
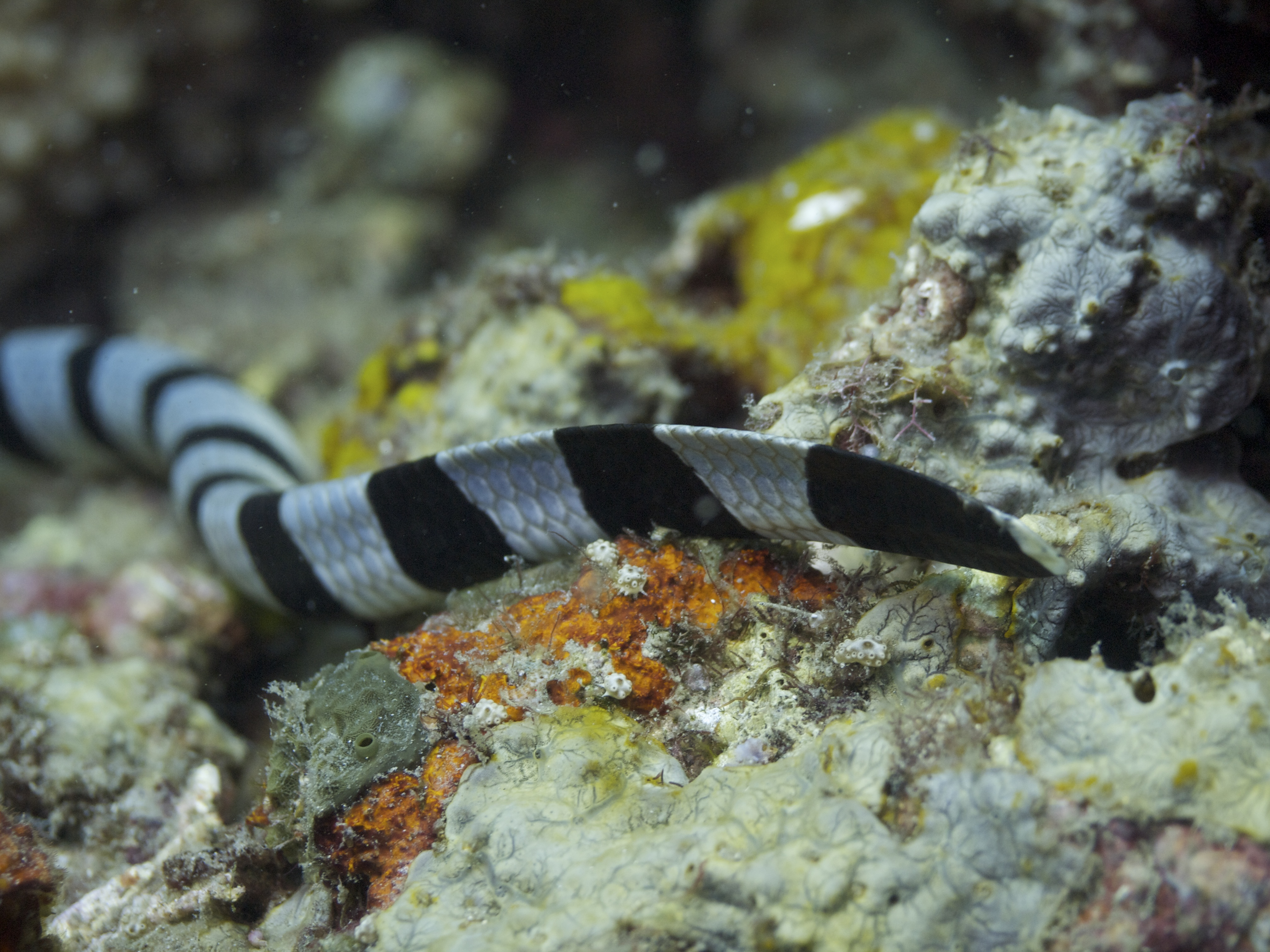
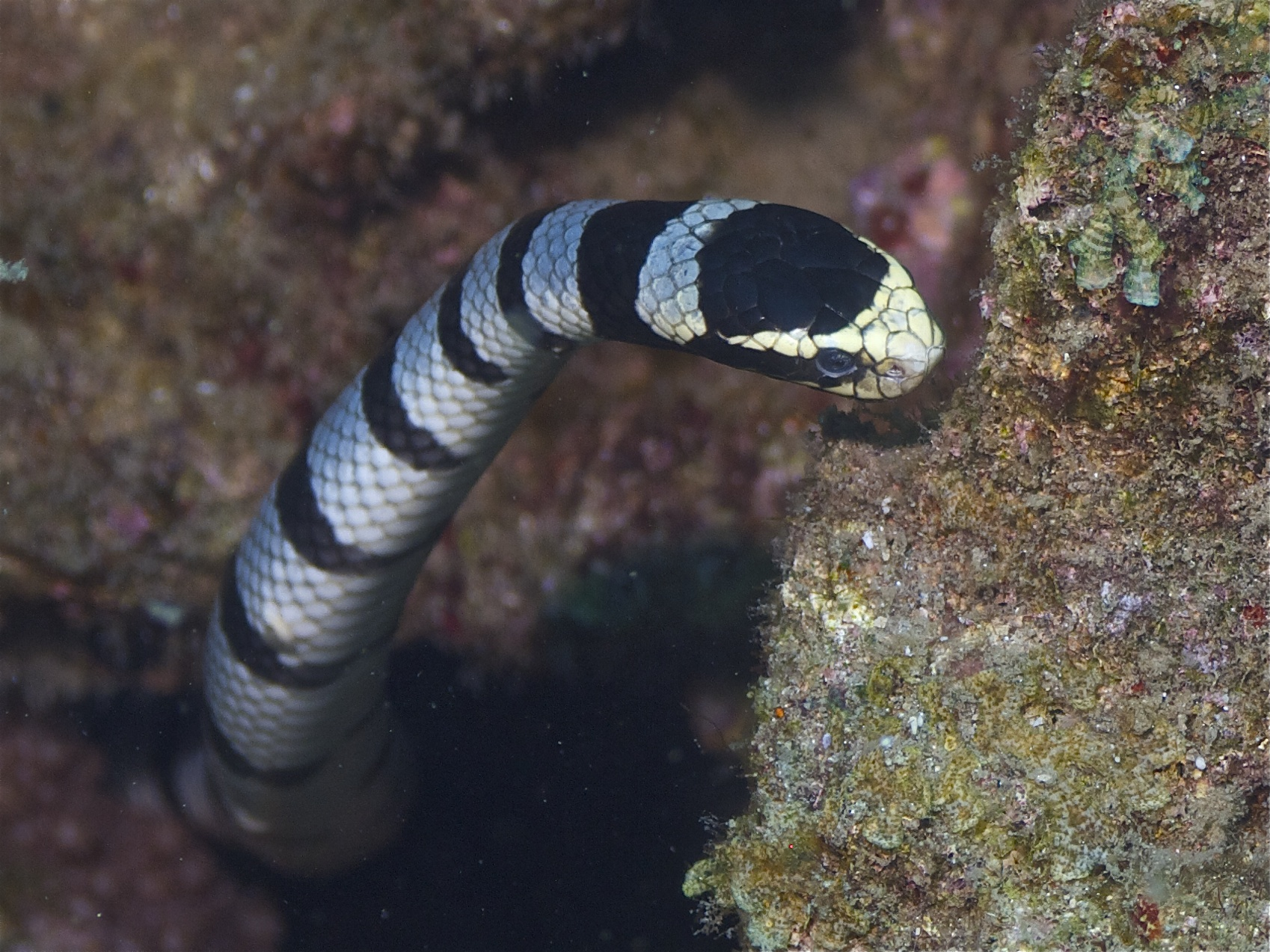